# EFI Automotive
EFI Automotive, anciennement Electricfil Automotive, est un équipementier automobile, spécialisé dans la conception et la fabrication de capteurs, d’actionneurs pour améliorer l’efficacité des groupes motopropulseurs et des transmissions.
Son siège social est basé à Beynost en France.

## Histoire

### Fondation et direction
Electricfil a été créée en 1936, à La Boisse, par Johanny Thollin (1889-1962). Il reçut l'aide de son beau-père Joseph Guinet (1862-1938), par ailleurs maire de La Boisse (1908-1938). Joseph Guinet était alors à la tête d'une petite fabrique de chenilles à La Boisse. À la mort de Johanny Thollin, son fils Jean Thollin (1922-2007), diplômé de l'école centrale de Lyon, reprend l'entreprise et reste à sa direction jusqu'à 1992. C'est sous sa direction que l'entreprise déménage à Beynost, en 1968.
Dans les années 1970, l'entreprise diversifie peu à peu ses activités, en abandonnant la câblerie électrique pour la conception de capteurs pour l'automobile. Par la suite, l'entreprise achète plusieurs autres centres de production.
En 2020, Béatrice Schmidt, succède à son père Patrick Thollin au poste de Présidente Directrice Générale devenant ainsi la 4e génération de la famille Thollin à diriger l'entreprise familiale.

### Histoire contemporaine
En 2015, l'entreprise annonce la création d'Axandus, un incubateur pour jeunes pousses innovantes,.
En 2021, EFI Automotive fait l'acquisition de la société Akéo Plus,.
L'entreprise annonce pour 2021 un chiffre d'affaires de 202 millions d'euros pour l'ensemble du groupe qui compte 1700 collaborateurs.

## Usine de Beynost (siège social)

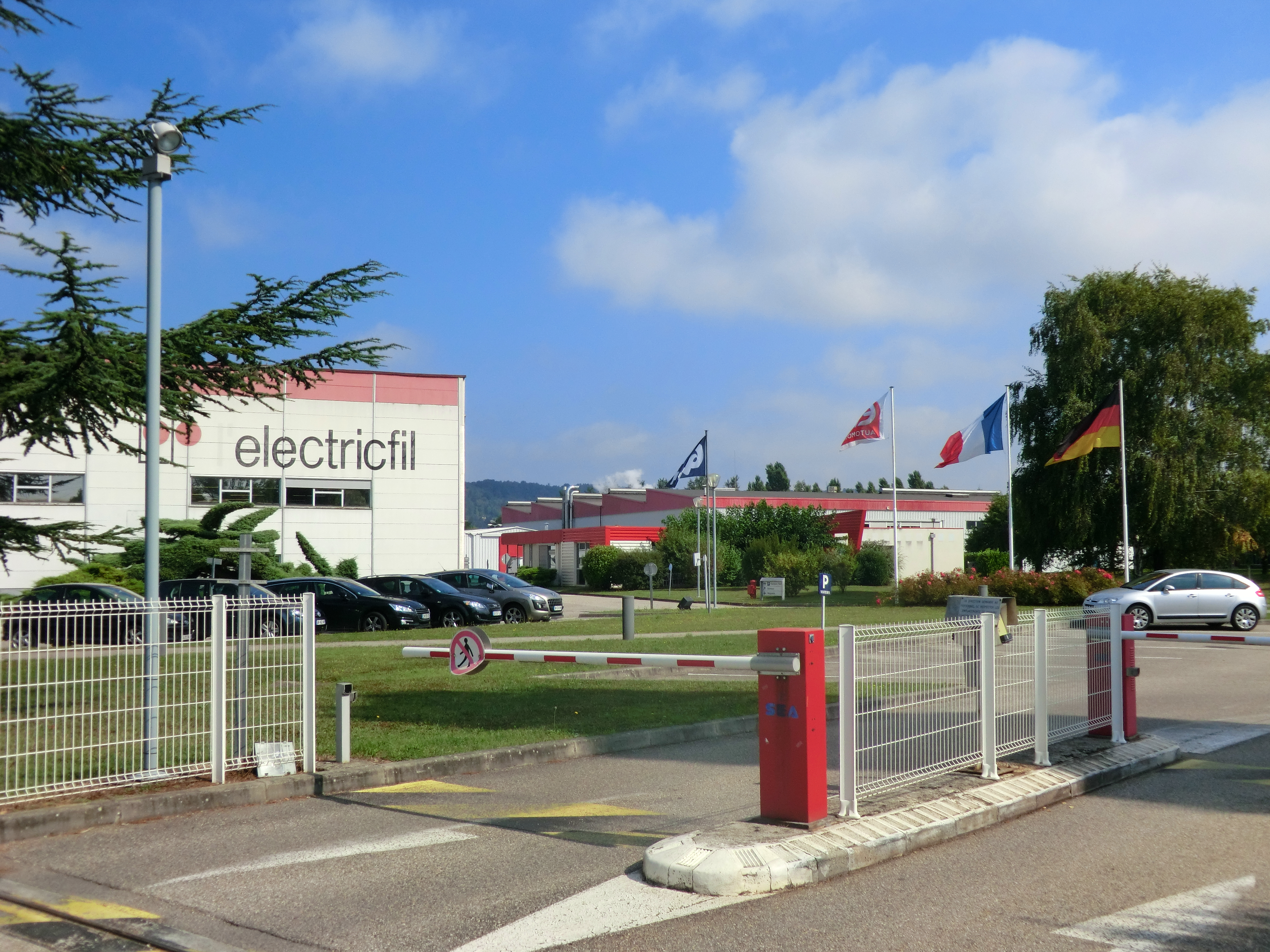
Entrée de l'usine en 2013.

L'usine de Beynost est la principale usine de l'entreprise et accueille également le siège de l'entreprise. Le groupe possède également des filiales en France, en Turquie, en Chine et aux États-Unis.
Ả partir de 1965, Jean Thollin se met en quête d'un nouveau lieu pour l'entreprise, les locaux buissards étant jugés trop exigus. Un terrain de 8 hectares est acheté à Beynost à proximité du passage de la ligne ferroviaire entre Lyon et Genève. Les travaux de construction d'une nouvelle usine commencent courant 1968 selon les plans des architectes Delattre Et Marchand et permettent d'obtenir un outil opérationnel dès mai 1969.
Le 19 mai 2022, de 70 à 80 employés se mettent en grève illimitée à l'usine de Beynost, « une première chez EFI automotive ». La reprise est intervenue le 20 mai après obtention d'une prime de 250 €, d'une hausse de la prime de transport et d'une augmentation de 85 € brut pour tout le personnel,.
Juillet 2024 :Restructuration de l’organisation  du site : PSE  départ d’environ 50/60 collaborateurs.

## Autres Aspects
- Il existe une rue Joseph-Guinet à La Boisse[14].

- Il existe une rue Joanny-Thollin, également située à La Boisse. La lettre "h" du prénom est omise du toponyme[15].

- Le technopôle du site de Beynost, se nomme Technopôle Jean-Thollin[16].
- Joseph Guinet, Joahnny et Jean Thollin sont tous trois inhumés dans le même caveau de famille dans l'ancien cimetière de La Boisse, jouxtant l'église Notre-Dame-de-l'Assomption.